# Pandaka pygmaea
Pandaka pygmaea es una especie de peces de la familia de los Gobiidae en el orden de los Perciformes.

## Morfología
Los machos pueden llegar a alcanzar los 1,1 cm de longitud total y las  hembras 1,5.

## Reproducción
Es ovíparo.

## Alimentación
Come plancton.

## Hábitat
Es un pez de clima tropical (24 °C-30 °C) y demersal.

## Distribución geográfica
Se encuentra en las Filipinas, Singapur e Indonesia (Bali y Sulawesi).

## Observaciones
Es inofensivo para los humanos. 